# 利己主義
利己主義（英語：Egoism），或稱自我主义等，是一種哲學，將自我（英語：Self 或 ego）作為自己行為的動機和目標。關於利己主義的不同理論包含一系列不同的想法，通常可以分為描述性或規範性形式。 也就是說，他們可能對描述人們確實出於自身利益行事，或規定他們應該這樣做感興趣。利己主義的其他定義可能反而強調根據個人意志而不是個人利益採取行動，並進一步假定這是一種更真實的利己主義。

## 描述
《新天主教百科全書》（英語：New Catholic Encyclopedia）宣稱利己主義“包含了某些基本真理：人愛自己是自然的；而且他應該這樣做，因為每個人最終都要為自己負責；快樂，一個人的潛力的發展，以及獲得權力通常是可取的。” 自我利益的道德譴責是利己主義哲學中常見的批判主題，此類判斷被視為控制手段和權力關係的結果。利己主義也可能拒絕洞察一個人的內在動機可以從外部獲得，例如來自心理學或社會學，但是，例如，這在弗里德里希·尼采的哲學思想中並不存在。
在《杜登辭典》（德語：Duden，一本具代表性的德語辭典）中，利己主義與自愛、自利、自私、以自我為中心、自戀、（較強的）自負等，被列為含義相近或相同的概念。
利己主義應該是只有能動者自己決定準則的行為模式。這些行動中的大多數都不受限制地針對能動者自身的優勢。如果這種共生生活方式的優勢同時也是其他人的優勢，那麼這種行為在道德上是部分合法的。然而，大多數情況下，利己主義者被理解為一個短視的行動者，就像一個喧鬧的人，當其他人對他同樣貪婪時，他很難接受；這個喧鬧的人給予自己比他人更多的自由。
“利己主義”大多被貶低地用作魯莽行為的同義詞，並被判定為“不適當的”。然後，該詞彙描述了只追求外部個人利益，而不考慮他人的擔憂甚至損害他人利益的態度。在這種情況下，利己主義被批評為利他主義和團結的對立面，然而，只有在評估行動時不考慮內在利益的情況下才適用。
相反，有一種觀點認為利他主義只能透過實現自己的幸福來實現，例如類似於適用於救援任務的規則，即自我保護是急救的首要措施。
此外，還有一種觀點認為自愛和鄰舍之愛密不可分，兩者相互依存，類似於著名而出自新約聖經《馬可福音》的短語：“你應愛人如己。”
將利己主義視為病態的自私（德語：Egomanie）的消極觀點，與對“健康”利己主義的積極評價形成對比，後者在倫理利己主義中進行了哲學闡述。一種非判斷性的觀點是心理利己主義的事實斷言，即所有人實際上都以利己主義行事。經濟人（Homo oeconomicus）的經濟學模型也是不受主觀價值或標準強加的標準（亦即純粹客觀）。 
“互惠利他主義”（英語：Reciprocal altruism）一詞試圖討論自私行為和利他主義之間的相互作用，假設自私行為可以是利他主義的。

## 心理利己主義
心理利己主義認為：「所有人類的行為都是出於自我關懷。」這種主張主要建基於自我關心（Self- regarding），他們認為一個人不論做了甚麼利益他人的事情，最終都是為了自己得到好處，不然就是為了榮譽、讚美或獲得尊敬的欲望。
然而，若所有的行為都是出於「自私」而否決了「無私」的行為，「自私」一詞就喪失了道德的判斷。

## 倫理利己主義
倫理利己主義（英語：Ethical Egoism）是指「每一個人都應該提升自己的利益，或者人們有義務去從事任何可以有利於自己的事。」而一般倫理學所指的利己主義就是倫理利己主義。
而安·蘭德則認為，自私是一種德行，利他則是惡的，他認為完成自身幸福是人最高道德的目的。

## 精致利己主义
精致利己主义是利己主義的隐蔽表现形式。区别于普通的利己主义者， “精致利己主义者”除了具有利己的本能之外，还善于包装，能够将利己行为合理化甚至美化。“精致的利己主义者”这一术语是由北京大学教授钱理群提出。